# 누비

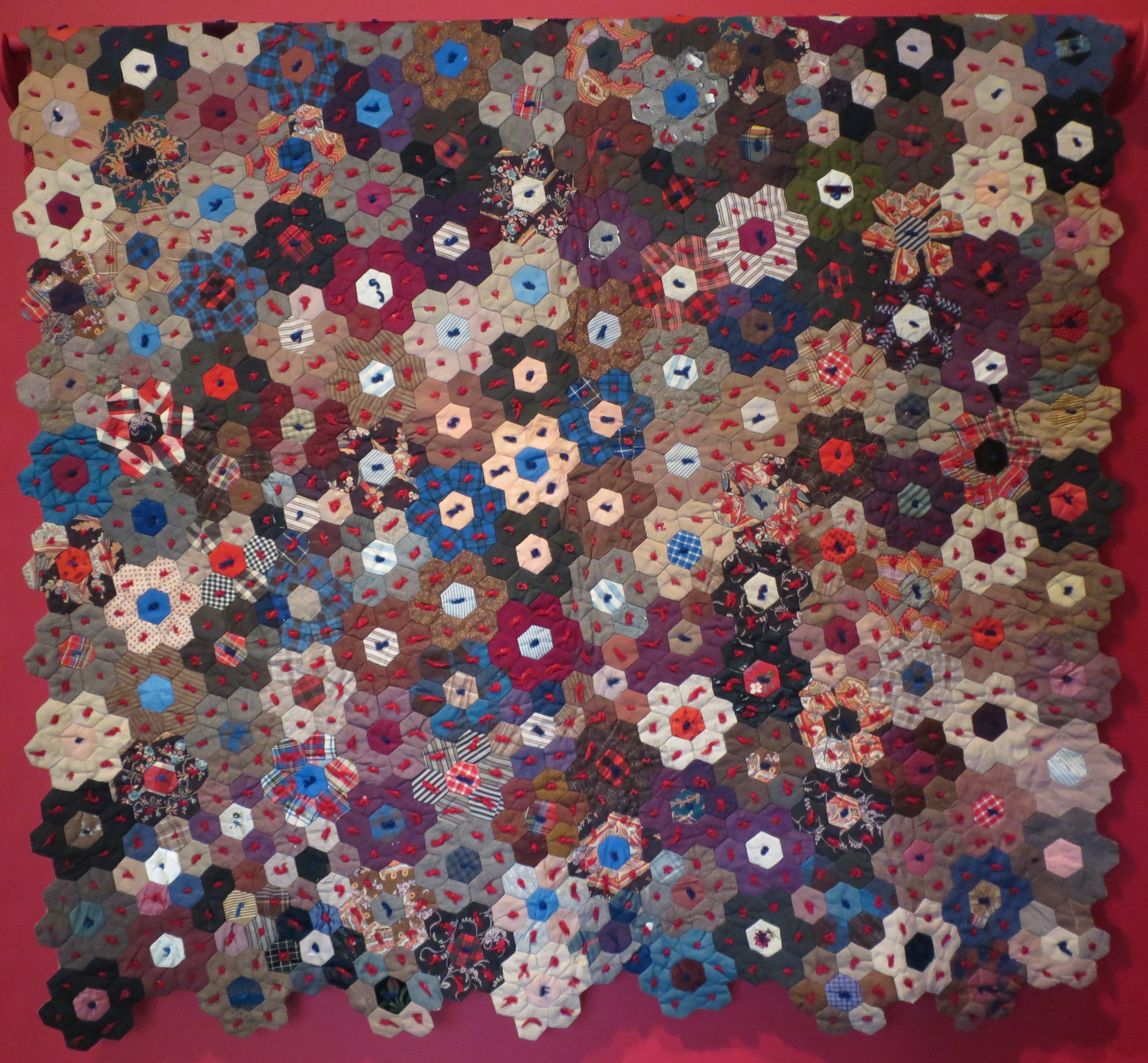
누비의 실제 모습이다.

누비 또는 퀼트(quilt)는 이불이나 쿠션 등에 누비질을 하여 무늬를 두드러지게 만든 것을 말한다. 천과 천 사이에 깃털, 양모, 솜 같은 부드러운 심을 채워 넣어 만든다. 조각퀼트, 아플리케퀼트, 코트퀼트 등이 있으며, 아름답게 장식한 퀼트제품은 뛰어난 민속공예품으로 꼽힌다.
복식에서 누비를 쓰는 것은 피륙의 강도를 높이고 보온효과를 더하며 심미적인 기능까지 있다. 소위, 누비이불이라고도 가리킨다.

## 같이 보기
- 누비질